# KLM 시티호퍼
KLM 시티호퍼(네덜란드어: Koninklijke Luchtvaart Maatschappij Cityhopper, 영어: KLM Cityhopper)은 네덜란드의 지역 항공사로 총 44개 노선을 취항하고 있다. 본사는 네덜란드 암스테르담에 위치해 있다. 또한 사용하고 있는 허브 공항으로 스히폴 국제공항이 있으며 계열사는 에어프랑스-KLM이 있다.

## 역사
1991년 4월 NLM 시티호퍼와 네덜라인이 합병 후 설립했으며 첫 운항을 시작했다. 2002년 KLM 그룹의 재정 재건 계획의 일환으로 KLM UK 메가를 포함하여 유럽 내에 지역 항공 노선을 가진 KLM 그룹의 항공사가 합병했다. 현재 에어프랑스-KLM의 자회사로 총 900여명의 직원을 보유하고 있다.

## 보유 기종
- 2019년 12월 기준으로 KLM 시티호퍼는 다음과 같은 기종을 보유하고 있으며 평균 기령은 16.9년이다.[1][2]

## 사진

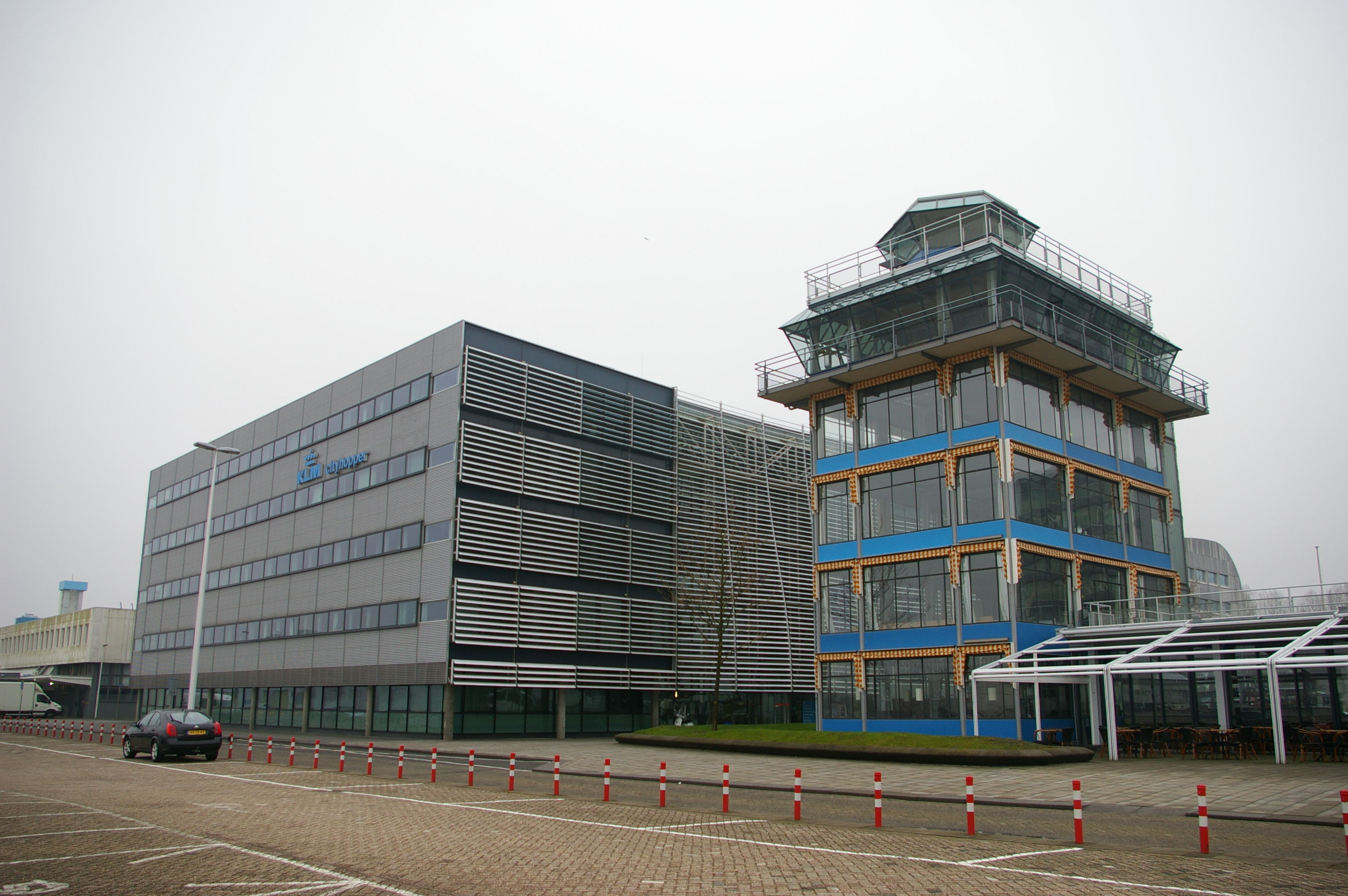
KLM 시티호퍼 본사 전경

## 같이 보기
- 에어프랑스-KLM
- 마르틴에어
- KLM